# Avant-lès-Ramerupt
Avant-lès-Ramerupt é uma comuna francesa na região administrativa de Grande Leste, no departamento de Aube. Estende-se por uma área de 20,77 km². Em 2010 a comuna tinha 162 habitantes (densidade: 7,8 hab./km²).